# 진 (고구려)
○○진(○○鄭, 332년~408년)은 고구려의 관리이다. 그의 무덤인 덕흥리 고분에 그의 이름이 새겨져 있지만 앞의 두 글자가 훼손되어 앞의 성은 알 수 없다. 또한 그가 고구려인인지에 대해서는 현재 여러 의견이 대립 중이다.